# Indisk gråtoko
Indisk gråtoko (latin: Ocyceros birostris) er en næsehornsfugl, der lever på det indiske subkontinent.